# Porotrichum angustifolium
Porotrichum angustifolium là một loài rêu trong họ Neckeraceae. Loài này được (Holt) Dixon mô tả khoa học đầu tiên năm 1896.